# Đại học Toulouse 1
Trường Đại học Toulouse 1 (tiếng Pháp: Université Toulouse 1 Sciences Sociales) là một trong 3 trường đại học của thành phố Toulouse. Trường Đại học này giảng dạy các ngành khoa học xã hội như: Luật, Kinh tế, Quản lý... và là một thành viên của Viện Đại học Toulouse.
Trường Đại học Toulouse 1 là một trong những trường đại học lâu đời nhất của nước Pháp, trường được thành lập vào năm 1229, sau Sorbonne (được thành lập vào năm 1200).

## Hình ảnh

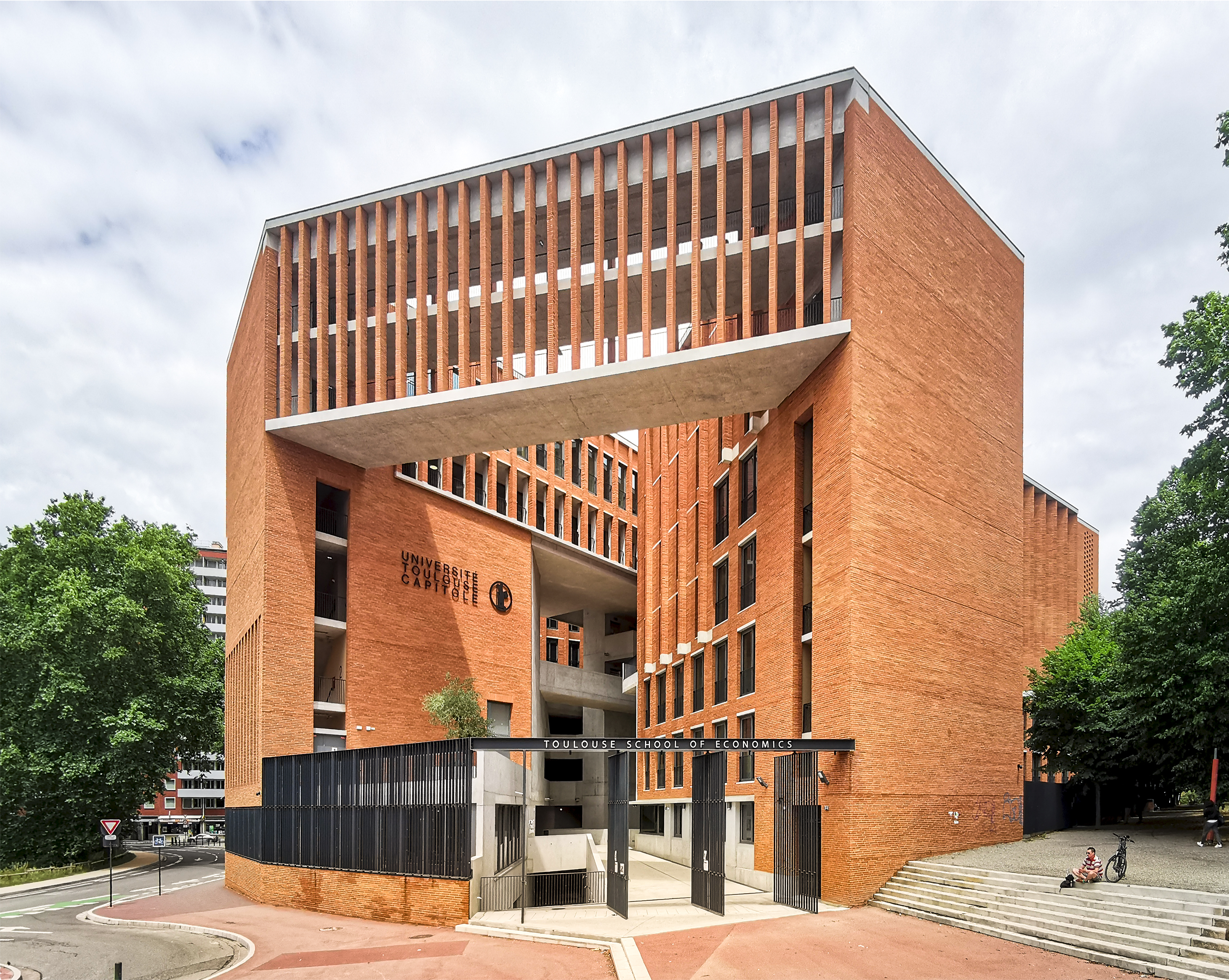
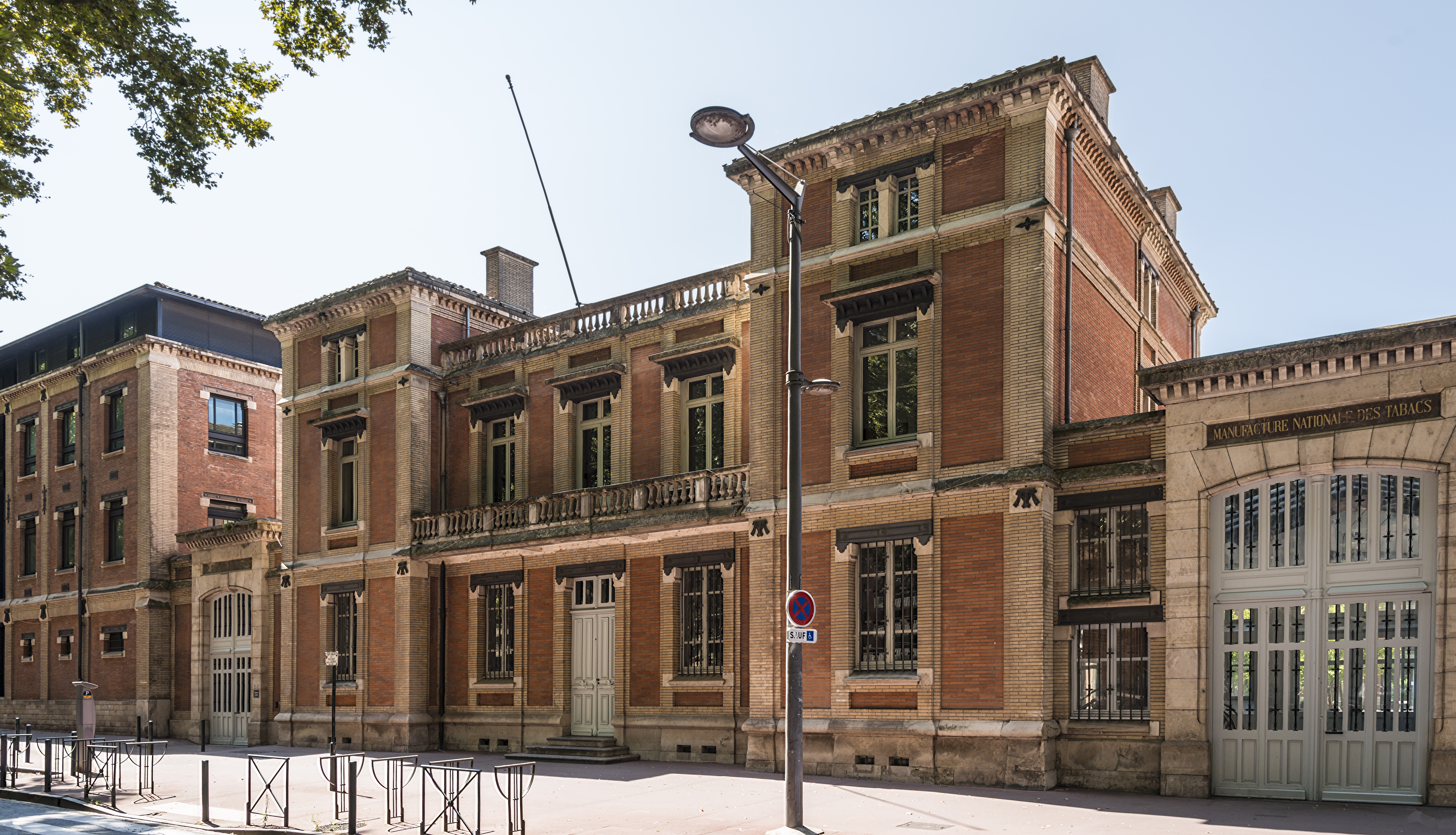
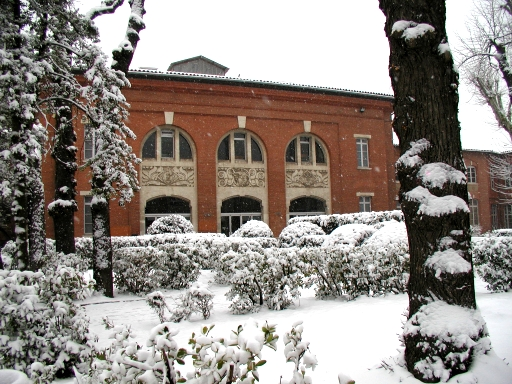